# زتا مثلث جنوبی
زتا مثلث جنوبی یک ستاره است که در صورت فلکی مثلث جنوبی قرار دارد.